# 花旦
花旦是中華文化传统戏曲角色行当。为青年或中年女性的形象，性格乐观潑辣、强势自信、热爱自由，花旦的结局和人物表现常常帶點喜劇色彩。
花旦一詞，來自元代夏庭芝的《青樓集》:“凡妓，以墨點破其面者為花旦。”
元雜劇就有花旦雜劇一類。朱權在明朝洪武三十一年所著的《太和正音譜·雜劇十二科》更把花旦雜劇列為「煙花粉黛」，充分說明花旦是以扮演妓女為主的類型。《趙盼兒風月救風塵》的趙盼兒就是一個典型花旦的例子。經過多個朝代，花旦成了中國各種地方戲曲，譬如漢劇、崑劇、京劇和粵劇，共有的性格造型。
其造型則重唸散白，做功與神采，不重唱功但要求唱腔清秀美麗、靈敏乖巧。
典型人物有《拾玉镯》的孙玉姣、《小放牛》的村姑、《梵王宮》的耶律含嫣、《少華山》的殷碧蓮、《辛安驛》的周鳳英...等。